# Arrondissement Saint-Girons
Saint-Girons is een arrondissement van het Franse departement Ariège in de regio Occitanie. De onderprefectuur is Saint-Girons.

## Kantons
Het arrondissement was tot 2014 samengesteld uit de volgende kantons:
- Kanton Castillon-en-Couserans
- Kanton Massat
- Kanton Oust
- Kanton Sainte-Croix-Volvestre
- Kanton Saint-Girons
- Kanton Saint-Lizier

Na de herindeling van de kantons door het decreet van 18 februari 2014, met uitwerking op 22 maart 2015 en de herindeling van de arrondissementen op 1 januari 2017, omvat het arrondissement volgende kantons:
- Kanton Arize-Lèze
- Kanton Couserans Est
- Kanton Couserans Ouest
- Kanton Portes du Couserans